# Brida de cables
|  | No s'ha de confondre amb Brida de tubs. |

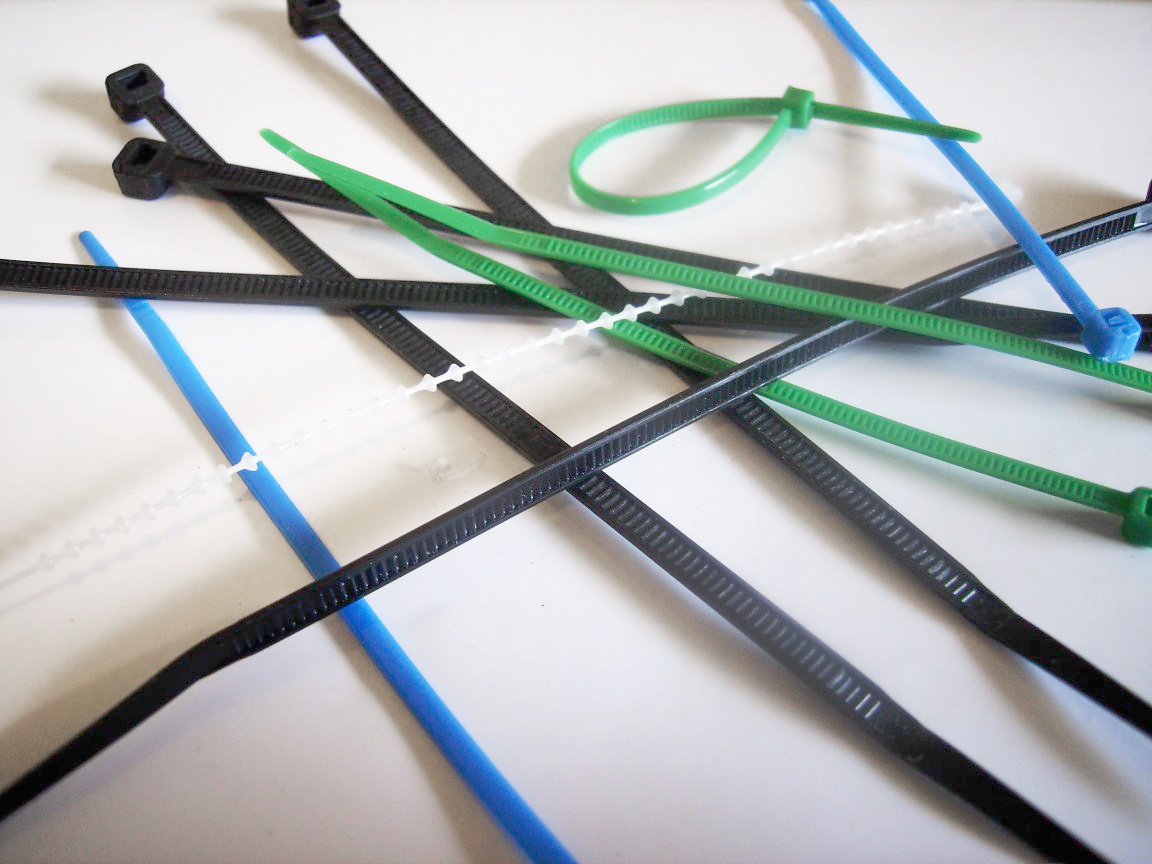
Assortiment de brides de cable

Una brida de cables o brida de plàstic, és un tipus de fixació per subjectar elements, principalment cables elèctrics. A causa del seu baix cost, facilitat d'ús i força d'unió, les brides de cable són omnipresents i s'utilitzen en una àmplia gamma d'altres aplicacions. Les brides de cable van ser fabricades per primera vegada per Thomas &amp; Betts amb la marca Ty-Rap .
La brida de cable genèrica, normalment feta de niló, té una secció de cinta flexible amb dents que s'enganxen amb un trinquet al cap per formar un trinquet de manera que a mesura que s'estira l'extrem lliure de la secció de la cinta, la brida s'estreny i no es desfà.. Alguns llaços inclouen una pestanya que es pot aprimar per alliberar el trinquet de manera que la corbata es pugui afluixar o treure, i possiblement reutilitzar-la. Les versions d'acer inoxidable, algunes recobertes amb un plàstic resistent, s'adapten a aplicacions exteriors i ambients perillosos.

## Disseny i ús

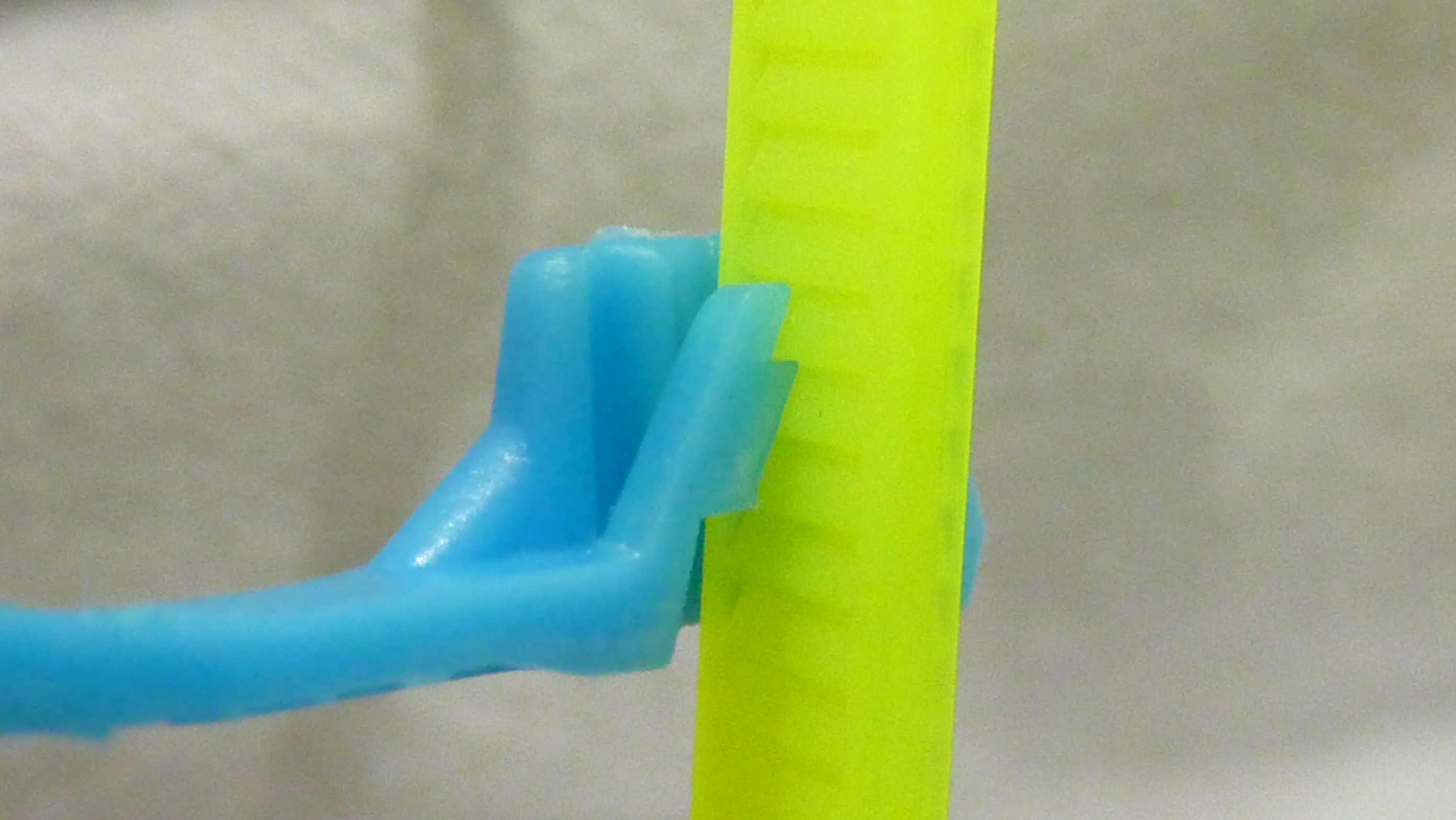
El mecanisme de trinquet al cap d'una brida de cable

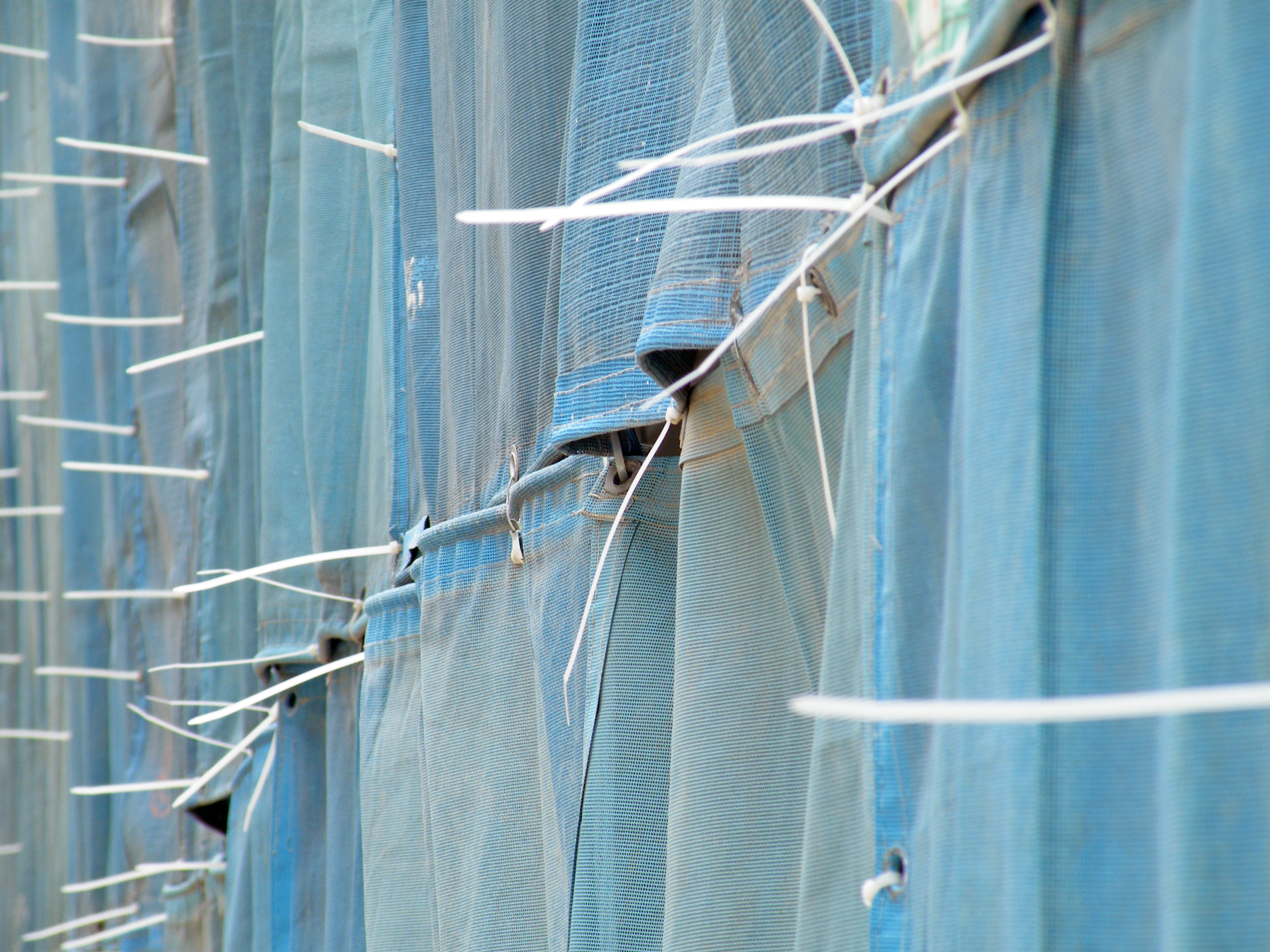
Les brides de cables que s'utilitzen per subjectar els draps d'ombra a les bastides en una obra de construcció a Singapur

La brida de cable més comuna consisteix en una cinta de niló flexible amb una cremallera integrada, i en un extrem un trinquet dins d'una petita caixa oberta. Una vegada que la punta punxeguda de la brida del cable s'ha estirat a través de la caixa i més enllà del trinquet, s'evita que sigui tirada cap enrere tret que s'apliqui una gran quantitat de força; el bucle resultant només es pot estirar més. Això permet unir diversos cables en un paquet de cables i/o formar un arbre de cables.
Es pot utilitzar un dispositiu o eina de tensió de lligams per aplicar una brida amb un grau de tensió específic. L'eina pot tallar la cua addicional al ras del cap per evitar una vora afilada que, d'altra manera, podria causar lesions. Les eines lleugeres s'accionen prement el mànec amb els dits, mentre que les versions resistents es poden alimentar amb aire comprimit o un solenoide, per evitar lesions per esforços repetitius .
Per augmentar la resistència a la llum ultraviolada en aplicacions a l'aire lliure, s'utilitza niló que conté un mínim d'un 2% de negre de carboni per protegir les cadenes de polímer i allargar la vida útil de la brida. Les brides blaves es subministren a la indústria alimentària i contenen un additiu metàl·lic perquè puguin ser detectades per detectors de metalls industrials. Les brides de cable fetes d' ETFE (Tefzel) s'utilitzen en entorns rics en radiació. Les brides vermelles fetes d' ECTFE (Halar) s'utilitzen per al cablejat plenum .
També hi ha disponibles brides d'acer inoxidable per a aplicacions ignífugues; hi ha llaços d'acer inoxidable recoberts per evitar l'atac galvànic de metalls diferents (per exemple, safata de cables recoberta de zinc).
Les manilles de plàstic es basen en el disseny de la brida de cable i són utilitzades per les forces de l'ordre per retenir els presoners. De vegades també s'utilitzen brides de cables per evitar que els taps (també coneguts com a guarnicions de les rodes) caiguin d'un vehicle en moviment, i alguns es venen específicament per a aquest propòsit.

## Història
Les brides de cables van ser inventades per Thomas &amp; Betts, una companyia elèctrica, l'any 1958 sota la marca Ty-Rap. Inicialment van ser dissenyats per a arnesos de cables d'avions. El disseny original utilitzava una dent metàl·lica, i encara es poden obtenir. Els fabricants més tard van canviar al disseny de niló/plàstic.
Amb els anys, el disseny s'ha ampliat i desenvolupat en nombrosos productes derivats. Un exemple va ser un bucle autoblocant desenvolupat com a alternativa a la sutura de corda de moneder a l'anastomosi del còlon.
Maurus C. Logan, inventor de la brida Ty-Rap, va treballar per a Thomas & Betts i va acabar la seva carrera a l'empresa com a vicepresident d'investigació i desenvolupament. Durant el seu mandat a Thomas & Betts, va contribuir al desenvolupament i comercialització de molts productes d'èxit de Thomas & Betts. Logan va morir el 12 de novembre de 2007, a l'edat de 86 anys.
La idea de la brida de cable li va venir a Logan mentre feia una visita a una instal·lació de fabricació d'avions de Boeing el 1956. El cablejat de l'aeronau era una feina complicada i precisa, que implicava milers de peus de filferro organitzats en làmines de fusta contraxapada de 50 peus de llarg i subjectes amb un cordó de niló trenat, revestit de cera amb nusos. Cada nus s'havia d'estirar amb força embolicant el cordó al voltant del dit que de vegades tallava els dits de l'operador fins a desenvolupar durícies. Logan estava convençut que hi havia d'haver una manera més fàcil, més indulgent, d'aconseguir aquesta tasca crítica.
Durant els dos anys següents, Logan va experimentar amb diverses eines i materials i el 24 de juny de 1958, es va presentar una patent per a la brida Ty-Rap.

## Reutilització
Les brides de cable són generalment dispositius d'un sol ús, però es poden tornar a obrir amb poc o cap dany introduint un petit objecte pla entre el trinquet i el trinquet i estirant el trinquet. Alguns models tenen un mecanisme per alliberar el trinquet i permetre la reutilització.

## Tipus de brides especials

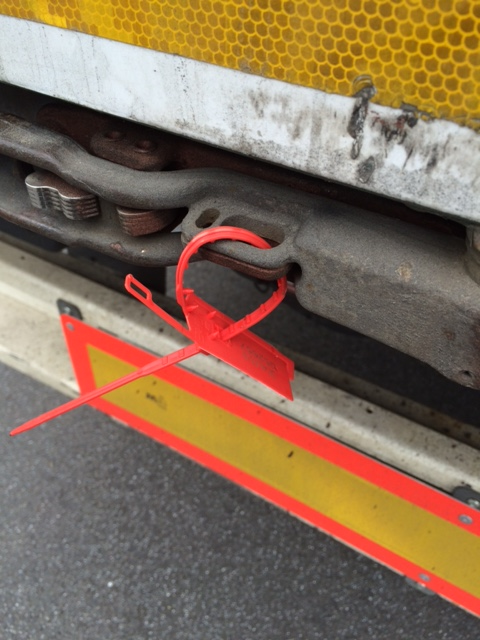
Una brida de cable amb una etiqueta de seguretat integrada

Brides de cable amb perles
El disseny de comptes permet que siguin alliberables i reutilitzables
Brides de cable alliberables
Brides de cable reutilitzables amb un trinquet alliberable
Brides d'escala
Per a aplicacions intermèdies d'empaquetament i venda al detall
Brides d'identificació
Banderes incorporades per a la identificació escrita o impresa
Brides d'entrada paral·lel
Capçals de perfil baix a prova de manipulacions
Brides de cables Tear-off
El disseny d'alliberament ràpid no requereix eines de tall
Segells estancs
Segells a prova de manipulació
Brides Steggel
Corbates resistents i polivalents

## Alternatives
Altres mètodes per unir el cable de manera segura i semipermanent inclouen cordons de cables, corretges, nusos d'unió com ara el nus del cirurgià o el nus constrictor,cintes auto-fixants amb velcro banda i banda, ganxos de cinta transportadora, llaços giratoris, tancaments Rapstrap o sivella metàl·lica. .